# Baix Ador
El Baix Ador, (en occità: Baix Ador o, en la variant local, Bas Ador), és un parçan o comarca d'Occitània situat a la Gascunya. Es correspon amb la conurbació de les ciutats de Baiona, Biarritz iAnglet (comunament anomenada BAB), que juntament amb altres comunes més petites (Lo Boucau i Bidarte), formen una àrea metropolitana de prop de 125.000 habitants. Baiona n'és la vil·la principal.
El Baix Ador forma part de la província històrica de Lapurdi, un dels set territoris del País Basc, de la qual Baiona també n'és la capital. Segons la proposta de divisió territorial d'Occitània del diari Jornalet, basada en l'obra de Frederic Zégierman Le Guide des pays de France, el Baix Ador estaria ubicadt a la regió de la Gascunya, subregió de Landes i Labrit.
Oficialment, les comunes del Baix Ador estan adscrites administrativament al departament francès dels Pirineus Atlàntics (nord-oest), a la regió administrativa de Nova Aquitània.

## Mancomunitat de Municipis
El districte de Baiona-Anglet-Biarritz (BAB) va ser creat el 1972, reunint les tres ciutats dins d'una estructura intermunicipal amb un sistema fiscal associat a quatre impostos locals, una taxa de recollida de residus domèstics i una subvenció general de funcionament.
El 2000, el districte es va convertir en la Comunitat d'aglomeració de Baiona-Anglet-Biarritz, (en francès: Communauté d’agglomération Bayonne-Anglet-Biarritz - CABAB)  i va adquirir noves responsabilitats: desenvolupament econòmic, planificació espacial, protecció i millora del medi ambient i cooperació internacional.
El 2011, la CABAB es va ampliar per incloure els municipis de Bidart i Lo Boucau, canviant el seu nom a Comunitat d'Aglomeració de la Costa Basca-Adour (en francès: Agglomération Côte Basque-Adour - ACBA) .
El 2017, d'acord amb el pla de cooperació intermunicipal departamental, la CABAB es va fusionar amb nou altres autoritats intermunicipals del d'Iparralde per formar la Mancomunitat Urbana del País Basc (en basc: Euskal Hirigune Elkargoa (EHE), en francès: Communauté d'agglomération du Pays Basque, CAPB; en occità: Comunautat d'Aglomeracion deu Bascoat, CAB). La seu d'aquest conglomerat urbà, que abraça tot el País Basc a l'Estat francès, també està a Baiona.

## Llengues
La llengua tradicional del Baix Ador és l'occità gascó, segons les enquestes filològiques dels segles xix i xx (veg. en particular l'Atlas linguistique de la Gascogne), però hi ha una forta presència del basc (el 14% seria bascoparlant, segons estudi del 2006) deguda a una immigració rural recent del rerepaís bascòfon. En tot cas la llengua dominant és el francès des del segle xx. Els moviments culturals locals reivindiquen el gascó i el basc i han obtingut una retolació trilingüe en francès, en basc i en gascó, per part de la EHE).
Encara que la barreja entre bascos i gascons sembla la norma (per exemple, un bon tros de la riba del riu Ador es coneix com el País Charnègo, o sigui, país mestís en gascó, pel mestissatge de bascos i gascons), diferents fonts difereixen a l'hora d'adscriure el Baix Ador a una o altra banda: mentre les fonts basques consideren, per exemple, Baiona, una ciutat de Lapurdi i gairebé sempre la seva capital, les fonts occitanes la situen (juntament amb les veïnes Biarritz i Anglet) dins del domini lingüístic occità. Les fonts franceses en general opten per no prendre partit i destacar la bona convivència.